# Suseån-Hult
Suseån-Hult este o arie protejată (arie specială de conservare — SAC, sit de importanță comunitară — SCI) din Suedia întinsă pe o suprafață de 9 ha, integral pe uscat.

## Localizare
Centrul sitului Suseån-Hult este situat la coordonatele 56°52′05″N 12°45′10″E / 56.868°N 12.7529°E.

## Înființare
Situl Suseån-Hult a fost declarat sit de importanță comunitară în ianuarie 2002 pentru a proteja un număr necunoscut de specii din flora spontană și fauna sălbatică aflate în arealul zonei. Situl a fost protejat și ca arie specială de conservare în martie 2011.

## Biodiversitate
Situată în ecoregiunea continentală, aria protejată conține 3 habitate naturale: Cursuri de apă de la nivel de câmpie la nivel montan, cu vegetație Ranunculion fluitantis și Callitricho-Batrachion, Pășuni din zone de pădure fino-scandinave, Râuri naturale fino-scandinave.
La baza desemnării sitului se află un număr nedeclarat de specii protejate.